# Muzsikás
Muzsikás – węgierska grupa folkowa, wykonująca głównie tradycyjne utwory Transylwanii.
Grupa powstała w 1973 roku. Początkowo tworzyli ją Mihály Sipos, Dániel Hamar i Sándor Csoóri. Od roku 1973 razem z grupą występował gościnnie Péter Éri, członek grupy Sebő; w 1978 roku odszedł z Sebő, by dołączyć do Muzsikás jako pełnoprawny członek. Po nagraniu albumu Kettő członkowie grupy – niezadowoleni z umiejętności wokalistki wykonującej główne partie – zaprosili do współpracy Mártę Sebestyén, która dołączyła do zespołu w 1979 roku.
W 2008 roku grupa zdobyła nagrodę WOMEX.

## Dyskografia
- 1978 – Living Hungarian Folk Music Vol. 1. MUZSIKÁS, wyd. Hungaroton Gong[5]
- 1980 – Kettő (Hungarian Folk Music)
- 1982 – Nem Úgy Van Most, Mint Volt Régen, LP Pepita,  reedycja CD 1993 wyd. Gong
- 1986 – Márta Sebestyén and Muzsikás wyd. Hannibal/Ryko
- 1986 – Nem Arról Hajnallik, Amerröl Hajnallot
- 1990 – Blues for Transylvania, wyd. Hannibal/Ryko
- 1991 – The Prisoner's Song, wyd. Hannibal/Ryko
- 1993 – Marmaros - The Lost Jewish Music Of Transylvania, wyd. Hannibal/Ryko
- 1995 – Muzsikás Kettő, wyd. Munich Records
- 2001 – It is not like it used to be, wyd. Hungaroton Gong
- 2003 – Morning Star wyd. Hannibal/Ryko
- 2003 – Live at the Liszt Academy wyd. Muzsikás[6]
- 2004 – The Bartók Album, wyd. Hannibal/Ryko

Kompilacje
- Fly Bird, Fly – The very best of Muzsikás (Demon Music Group Ltd), 2011

Zbiorcze wydania
- The Rough Guide to World Music (World Music Network, 1994